# Scarabaeus vethi
Scarabaeus vethi là một loài bọ cánh cứng trong họ Bọ hung (Scarabaeidae).